# Harvey L. Wollman
Harvey Lowell Wollman (14 mai 1935 - 18 octobre 2022) est un homme politique américain qui est le 26e gouverneur du Dakota du Sud de 1978 à 1979. Il est le premier lieutenant-gouverneur de l'histoire du Dakota du Sud à accéder au poste de gouverneur. À ce jour, il est le dernier démocrate à occuper le poste de gouverneur du Dakota du Sud.

## Jeunesse
Wollman est né le 14 mai 1935 à Frankfort, dans le Dakota du Sud. Il est le fils d'Edwin J. Wollman (1907–1981) et de Katherine Kleinsasser (1905–2002). Il est diplômé de la Doland High School en 1953. De 1954 à 1955, il fréquente le Bethel College à St. Paul, Minnesota. De 1956 à 1957, il fréquente le Huron College avant de servir dans l'armée américaine de 1958 à 1960. En 1961, il obtient un baccalauréat ès arts du Huron College. De 1961 à 1965, il est professeur au lycée Doland. En 1965, il termine ses études supérieures à l'Université du Dakota du Sud avant de devenir agriculteur.

## Carrière
Wollman est le président du Parti démocrate du Comté de Spink. Il se présente au Sénat du Dakota du Sud en 1966, mais perd contre Herb Heidepreim. Wollman se présente à nouveau en 1968 et remporte un match revanche contre Heidepreim. Il est réélu en 1970. Après les élections de 1970, il est élu chef de la minorité. Il est élu pour la première fois lieutenant-gouverneur en 1974, sur une liste avec le gouverneur Richard F. Kneip.
En 1978, Wollman se présente à l'investiture démocrate pour le poste de gouverneur. Il perd l'élection primaire face au sénateur d'État Roger D. McKellips le 8 juin. Le gouverneur Kneip démissionne pour devenir ambassadeur des États-Unis à Singapour, et Wollman lui succède comme gouverneur le 24 juillet 1978. Wollman prête serment en tant que gouverneur devant son frère, Roger Leland Wollman, qui est à l'époque juge en chef de la Cour suprême du Dakota du Sud.
Wollman est gouverneur jusqu'au 1er janvier 1979. Pendant son mandat, il œuvre pour accélérer l’abrogation de la taxe foncière de l’État et augmenter le budget de l’enseignement supérieur. Il est remplacé par le républicain Bill Janklow (qui a battu McKellips aux élections générales).
Wollman reste intéressé par la politique, affirmant qu'il ne voulait pas se présenter au poste de gouverneur en 1982, mais qu'il envisageait de se présenter au Sénat des États-Unis lors des élections de 1984. Il décide plutôt de se présenter à son ancien siège au Sénat de l'État en 1984 dans l'espoir de se présenter au poste de gouverneur lors des élections de 1986,. Il perd face à Mary McClure, la républicaine sortante, lors des élections.

## Vie privée
Wollman épouse Ann Geigel et ils ont deux fils, Michael et Daniel, et une fille, Kristine.
Wollman est décédé à Huron, dans le Dakota du Sud, le 18 octobre 2022, à l'âge de 87 ans,.
La famille de Wollman est originaire de Russie et est d'origine allemande. Il est membre de l'Église des Frères Mennonites d'Ebenezer (qui ferme ses portes au milieu des années 1990).